# Arlington (Oregon)
Arlington is een plaats (city) in de Amerikaanse staat Oregon, en valt bestuurlijk gezien onder Gilliam County.

## Demografie
Bij de volkstelling in 2000 werd het aantal inwoners vastgesteld op 524.
In 2006 is het aantal inwoners door het United States Census Bureau geschat op 481, een daling van 43 (-8,2%).

## Geografie
Volgens het United States Census Bureau beslaat de plaats een oppervlakte van
5,4 km², waarvan 4,6 km² land en 0,8 km² water. Arlington ligt op ongeveer 93 m boven zeeniveau.

## Plaatsen in de nabije omgeving
De onderstaande figuur toont nabijgelegen plaatsen in een straal van 44 km rond Arlington.